# Formica approximans
Formica approximans is een mierensoort uit de onderfamilie van de schubmieren (Formicinae). De wetenschappelijke naam van de soort werd voor het eerst geldig gepubliceerd in 1933 door William Morton Wheeler.